# Nagysikárló község
Nagysikárló község (románul: Comuna Cicârlău) község Máramaros megyében, Romániában. Központja Nagysikárló, beosztott falvai Iloba, Ilobabánya, Kissikárló.

## Népessége
A 2011-es népszámlálás adatai alapján a község népessége 3691 fő volt.